# Țânțăreni, Prahova
Țânțăreni este un sat în comuna Blejoi din județul Prahova, Muntenia, România. Se află în partea de central-sudică a județului, în Câmpia Ploieștilor, pe malul drept al Teleajenului, la sud de Ploieștiori.